# Hrabstwo Marion (Floryda)
Marion – hrabstwo w stanie Floryda w USA. Populacja liczy 331298 mieszkańców (stan według spisu z 2010 roku).
Powierzchnia hrabstwa to 4307 km² (w tym 218 km² stanowią wody). Gęstość zaludnienia wynosi 81,02 osoby/km².

## Miejscowości
- Belleview
- Dunnellon
- McIntosh
- Ocala
- Reddick

## CDP
- The Villages
- Silver Springs Shores